# Norman Collier
Norman Victor Collier (* 25. Dezember 1925 in Kingston upon Hull, England; † 14. März 2013 nahe Kingston upon Hull) war ein britischer Komiker.

## Leben
Collier wurde als ältestes von acht Kindern einer Arbeiterfamilie geboren. Er wuchs in sehr bescheidenen Verhältnissen auf. Während des Zweiten Weltkrieges trat er mit 17 Jahren in die Royal Navy ein und war gegen Kriegsende Kanonier auf einem Flugzeugträger. Nach der Rückkehr ins Zivilleben verdiente er sich seinen Lebensunterhalt als Bauarbeiter.
1948 trat er erstmals als Komiker in einem Arbeitergeselligkeitsverein auf, der seinen Sitz in der Nähe seines Wohnhauses hatte – als spontaner Ersatz für einen nicht erschienenen Künstler. Sein Erfolg bei dieser Gelegenheit ermutigte ihn zu weiteren Auftritten, was schließlich auch zu Gastspielen in Nachtclubs der näheren Umgebung in Yorkshire führte. Derweil er bei Tag als Arbeiter in einer Chemiefabrik tätig war, gewann er bei seinen abendlichen Auftritten in der Clubszene im Norden Englands in den folgenden anderthalb Jahrzehnten ein begeistertes Stammpublikum. 1962 verzeichnete er schließlich so viele Engagements, dass er die Nebentätigkeit zu seinem Hauptberuf machen konnte.
In den folgenden Jahren tourte er auf Gastspielen durch das gesamte Vereinigte Königreich, wobei er häufig als Nebenattraktion bekannter Musiker wie Cliff Richard and the Shadows und den Everly Brothers gebucht wurde. Einen ersten Fernsehauftritt hatte er bereits 1965 in der BBC-Sendung Let’s Laugh, einem größeren Publikum wurde er allerdings erst 1971 durch ein Mitwirken bei der Royal Variety Performance zum Begriff, als seine Nummer stehenden Applaus hervorrief. In den 1970er- und 1980er-Jahren trat er daraufhin häufig im Fernsehen und im Radio auf. Gastspielreisen führten ihn außerdem aufs europäische Festland, nach Nordamerika und in den Fernen Osten.
Collier verwendete in seinen Nummern zumeist längere Monologe mit situationsbezogener Komik, statt auf die schnelle Abfolge von Pointen zu setzen. Zu seinen bekanntesten, über Jahre hinweg verwendeten Standardsketchen gehörte die Darstellung eines Conférenciers, der mit einem Mikrofon mit periodischer Fehlfunktion zu kämpfen hat, sowie eine Nummer, bei der er die Laute, Gesten und Bewegungen eines Huhns imitierte. Er benutzte häufig Stereotypen, die mit der Arbeiterklasse im Norden Englands in Verbindung gebracht werden, vermied es dabei jedoch, auf rassistischen Humor zurückzugreifen, wie es viele seiner Kollegen mit ähnlichem Hintergrund taten. Wiederholt trat Collier auch als Pantomime zusammen mit dem Komikerduo Little and Large auf.
Trotz seines Erfolgs blieb Collier bodenständig und in der Ortschaft Welton in der Nähe von Hull wohnhaft. Er trat bis in sein neuntes Lebensjahrzehnt als Komiker auf, so 2009 mit anderen Künstlern bei einer längeren Gastspielreise unter dem Titel The Best of British Variety. Collier war Mitglied des Grand Order of Water Rats, einer Bruderschaft aus Vertretern der Unterhaltungsbranche, die karitative Ziele verfolgt. Selbst Hobbygolfer, organisierte er wiederholt Golfturniere, deren Erlös wohltätigen Zwecken zukam.
2009 veröffentlichte er seine Memoiren unter dem Titel Just a Job. In seinen letzten Lebensjahren litt er an der Parkinson-Krankheit. Er war 67 Jahre lang mit seiner Frau Lucy verheiratet, mit der zusammen er zwei Töchter und einen Sohn großzog.
Norman Collier starb am 14. März 2013 im Alter von 87 Jahren in einem Pflegeheim in der Nähe von Hull.